# Michael Mallin
Michael Mallin, född 1 december 1874 i Dublin, död (avrättad) 8 maj 1916 i samma stad, var en irländsk republikan och socialist och en av ledarna för påskupproret år 1916.

## Biografi
Under påskupproret var Mallin vicekommendant för Irish Citizen Army under James Connolly. Han kommanderade gruppen som tog kontroll över St. Stephen's Green tillsammans med Constance Markievicz. Mallin räknades som en kompetent och modig kommendant, men att försöka att kontrollera St. Stephen's Green utan att samtidigt ta kontroll över närliggande byggnader var dömt att misslyckas. Det är oklart om detta var hans plan, eller om han inte hade tillräckligt med manskap att ta byggnaderna.
Han gav upp den 30 april efter order från Connolly. Under krigsrätten försökte han tona ned sin egen roll, men blev dömd till döden. Han  arkebuserades den 8 maj 1916.